# Torre de les Caletes
La Torre de les Caletes o Seguró és una torre defensiva del segle xvi que es troba en la punta de les Caletes o punta del Cavall, a escassa altura sobre el nivell del mar en el terme municipal de Benidorm (Marina Baixa). A aquesta torre també se la coneix com a Torre de la Punta del Cavall.
Es tracta d'una torre troncocònica, la base de la qual mesura aproximadament vuit metres de diàmetre. La fàbrica és de maçoneria irregular esquerdejada amb morter de calç. Actualment solament se'n conserva la base, fins a una altura aproximada de set metres. És tota massissa i a la part més alta es trobava el cos destinat als vigilants, igual que en altres torres veïnes.